# Engelbert I. (Brienne)
Engelbert I. († nach 968) war ein Graf von Brienne und als erster bekannter Vertreter seiner Familie der Stammvater des Hauses Brienne.
Flodoard von Reims berichtet für das Jahr 951, dass König Ludwig IV. „der Überseeische“ die Burg von Brienne belagert und geschleift hat, weil deren Besitzer, die Brüder Gotbert und Engelbert, das Umland mit Raubzügen heimgesucht hatten. Möglicherweise war Engelbert von Brienne identisch mit einer namensgleichen Person, die im fünfzehnten Herrscherjahr desselben Königs (950/51) in einer Urkunde des Herzogs Giselbert von Burgund genannt wird. Offensichtlich hat Engelbert die Burg von Brienne wiedererrichten können, da diese ihm und seinen Nachkommen weiter als Stammsitz und Zentrum ihrer Grafschaft gedient hat. Im Jahr 968 erscheint Engelbert letztmals als urkundlicher Zeuge seines Gebietsnachbarn Graf Adson von Rosnay, hier erstmals mit dem Titel eines Grafen (Ingelberti comitis).
Sein Nachfolger Engelbert II. war offenbar sein Sohn.

## Weblink
- COMTES de BRIENNE bei fmg.ac

| Vorgänger | Amt                              | Nachfolger    |
| --------- | -------------------------------- | ------------- |
| —         | Graf von Brienne um 950–nach 968 | Engelbert II. |

| Personendaten    | Personendaten    |
| ---------------- | ---------------- |
| NAME             | Engelbert I.     |
| KURZBESCHREIBUNG | Graf von Brienne |
| GEBURTSDATUM     | 10. Jahrhundert  |
| STERBEDATUM      | 10. Jahrhundert  |